# Handschrift 1023
Handschrift 1023 is een 15e-eeuws handschrift. Het bevat de boeken 9 tot 15 van de Consolatione Theologiae, oorspronkelijk geschreven door Johannes de Tambaco (Johannes van Dambach). Deze versie is een kopie van de Nederlandse (spreektaal) vertaling uit 1439, de kopie is afgemaakt in 1470. Dit handschrift is het eigendom geweest van het kartuizerklooster Nieuwlicht, nabij Utrecht. Tegenwoordig wordt Hs.1023 bewaard in de Universiteitsbibliotheek Utrecht. Het is te citeren als Hs.1023. (2 D 12)

## Geschiedenis en provenantie
De Consolatione Theologiae zijn geschreven door Johannes de Tambaco in het midden van de veertiende eeuw.
De versie die in dit handschrift gekopieerd is betreft een vertaling uit 1439. Het handschrift is afgemaakt in 1470. Voordat het handschrift eigendom werd van de Universiteitsbibliotheek Utrecht was het eigendom van het Kartuizerklooster Nieuwlicht. Dit klooster had een hoge oplevering van manuscripten. Dit manuscript is ook daar gemaakt.  
Hs.1023 is ook eigendom geweest van Rijklof Michaël van Goens, deze doneerde de collectie aan de stadsbibliotheek van Utrecht. Deze bibliotheek vormde later de basis van de Universiteitsbibliotheek Utrecht, waar het manuscript zich nu nog bevindt.  
Wat er precies gebeurd is met het manuscript tussen de sluiting van het Kartuizerklooster Nieuwlicht (1580) en het moment dat het in bezit kwam van van Goens (die leefde van 1748-1810) is niet duidelijk.
Een ‘boec der troestinge’ is bedoeld om de lezer te troosten.  Elk boek in deze collectie van boeken 9 tot 15 biedt troost voor een ander lijden.

## Inhoud en vorm
Het boek bestaat uit 135 papieren folio, samengebonden in 13 katernen. Twee ongefolieerde schutbladen scheiden de hartstrook op de voorkaft van het eerste katern. Een van deze is gemaakt van perkament. Het laatste folium is niet gescheiden van de hartstrook op de achterste kaft.  

## Beschrijving

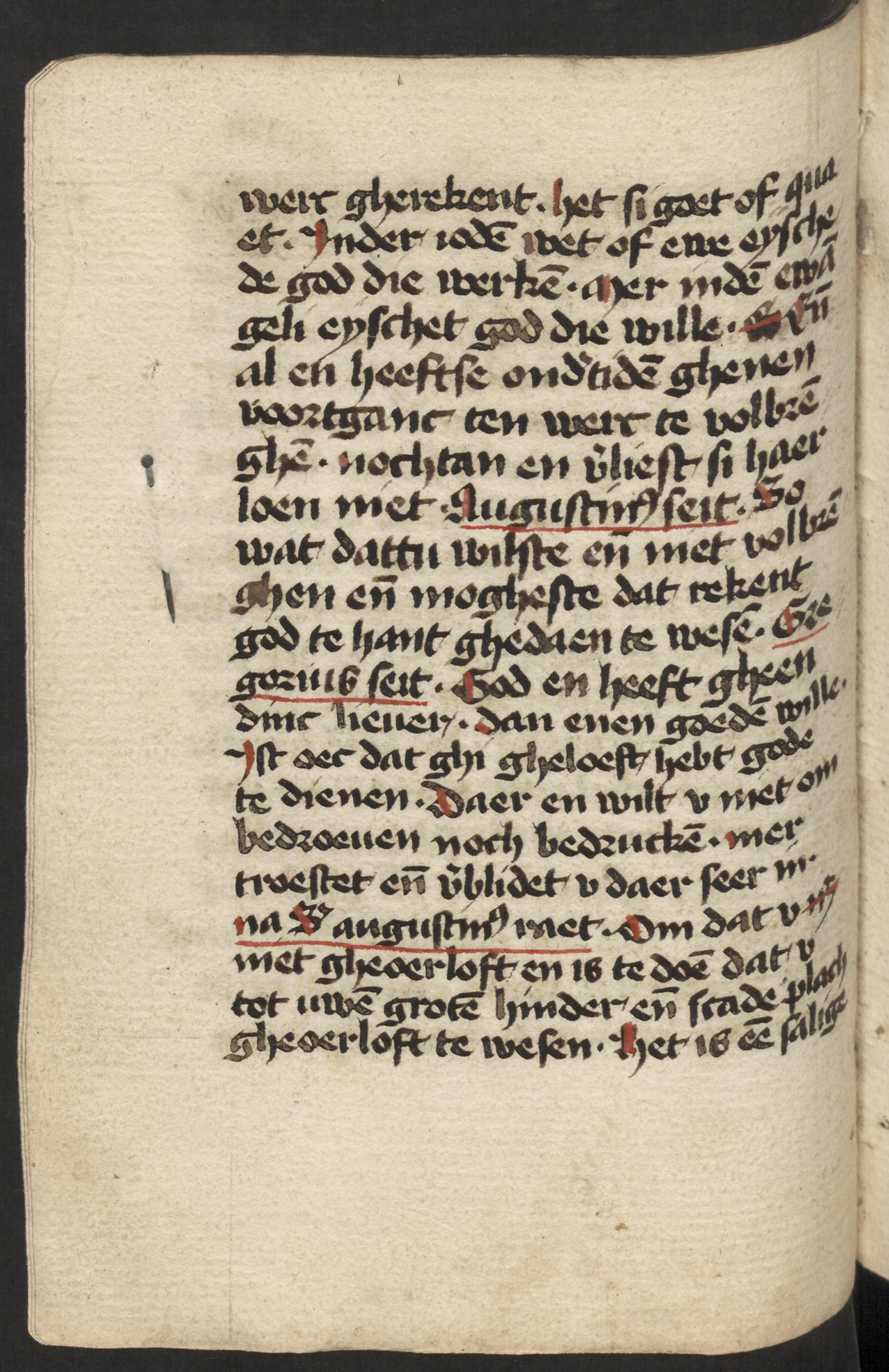
Figuur 2: f45v van het 'Boec der Troestinge'

### Fysieke karakteristieken
Het manuscript is 143×103 mm. Het boek is samengebonden tussen twee houten platen die bedekt zijn met leer. Elke pagina bevat een kolom tekst die twintig regels telt. 
De tekst is op papier geschreven. De meeste pagina’s bevatten zichtbare lijnen die gebruikt zijn om de kopiist te helpen dezelfde afstand te bewaren tussen de regels en om gelijke marges te creëren op elke pagina. De manier waarop deze lijnen zijn aangebracht is uniform in het gehele manuscript. De tekst is aangebracht in zwarte inkt, ook is er rode inkt te vinden in het handschrift. 
Een van de pagina’s heeft een speld in de marge, zulke spelden of andere markeringen werden gebruikt om belangrijke passages uit te lichten. (Zie figuur 2.)

### Schrift
Het handschrift is geschreven in een subtype van het gotische schrift, de Littera Hybrida. Het grootste deel van de tekst is geschreven in zwarte inkt, maar er is ook rode inkt gebruikt. 

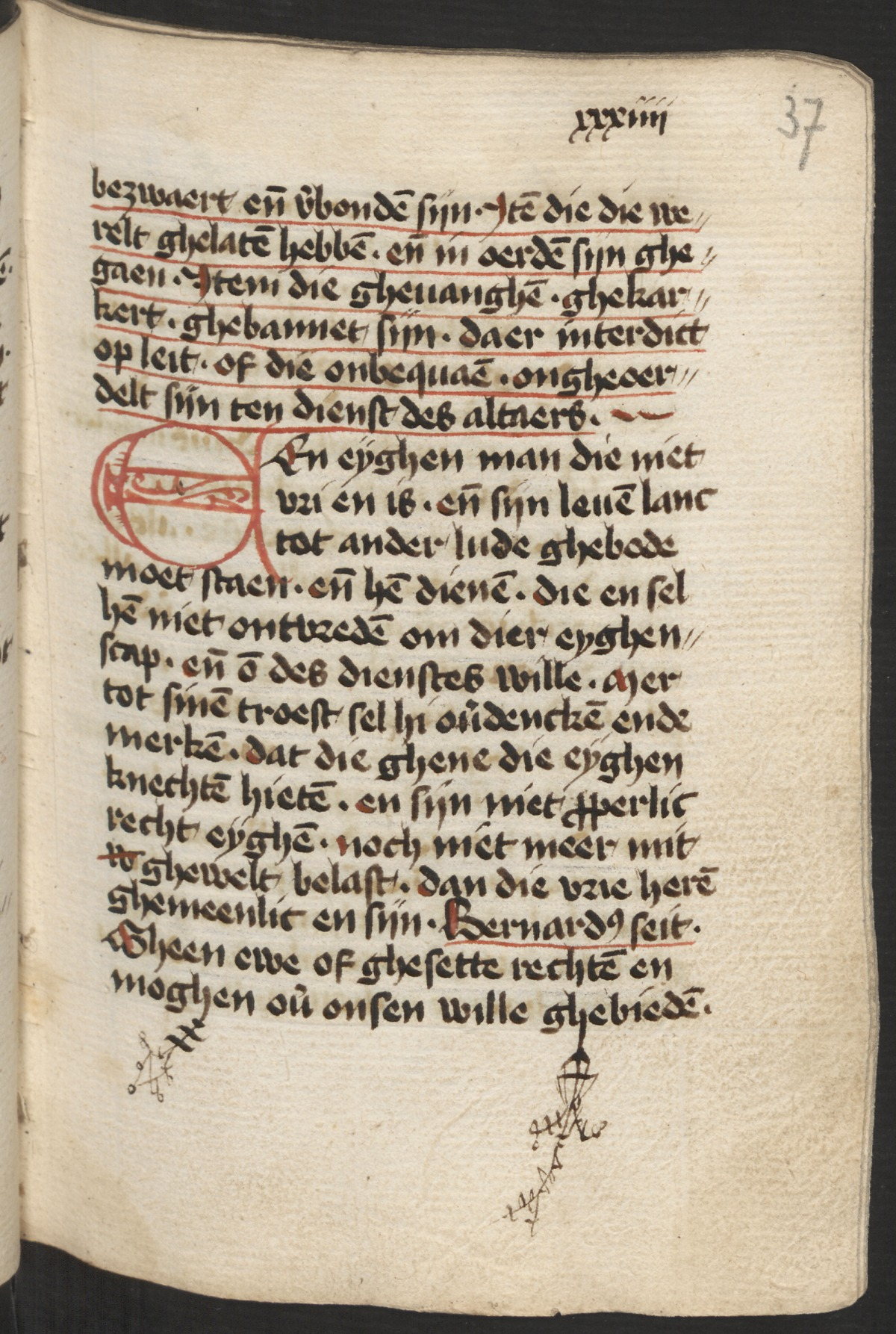
Figuur 3: f37r van het 'Boec der Troestinge'

Rubrikatie is het proces waarin titels worden toegevoegd aan het handschrift, vaak gebeurt dit in een andere kleur. Hs.1023 bevat verschillende passages waar gebruik is gemaakt van rubrikatie. Sommige passages zijn onderstreept in rode inkt, evenals enkele letters. Dit onderstrepen dient om bepaalde passages uit te lichten of om fouten te corrigeren. Ook is er rode inkt gebruikt voor enkele van de hoofdletters. (Zie figuur 3.)

### Versieringen
Hs.1023 is niet rijkelijk versierd, het is een sober handschrift. Er is een boekenlegger bevestigd aan de kaft van het boek en het leer van de kaft is sober versierd. In het handschrift zijn enkele hoofdletters versierd zoals in Figuur 3. In de marges van enkele pagina’s zijn daarnaast een soort ‘doodles’ die vastzitten aan letters in de tekst te vinden. (Zie Figuur 3.)